# Glyptotendipes zavrelianus
Glyptotendipes zavrelianus är en tvåvingeart som först beskrevs av Jean-Jacques Kieffer 1922.  Glyptotendipes zavrelianus ingår i släktet Glyptotendipes och familjen fjädermyggor.
Artens utbredningsområde är Tjeckien. Inga underarter finns listade i Catalogue of Life.